# Muralismo messicano
Il Muralismo messicano è uno dei modelli di riferimento principali per quanto riguarda il muralismo. Nato intorno agli anni venti del Novecento, si basa appunto sul dipingere i muri di luoghi pubblici molto frequentati (es. Palazzo nazionale del Messico).

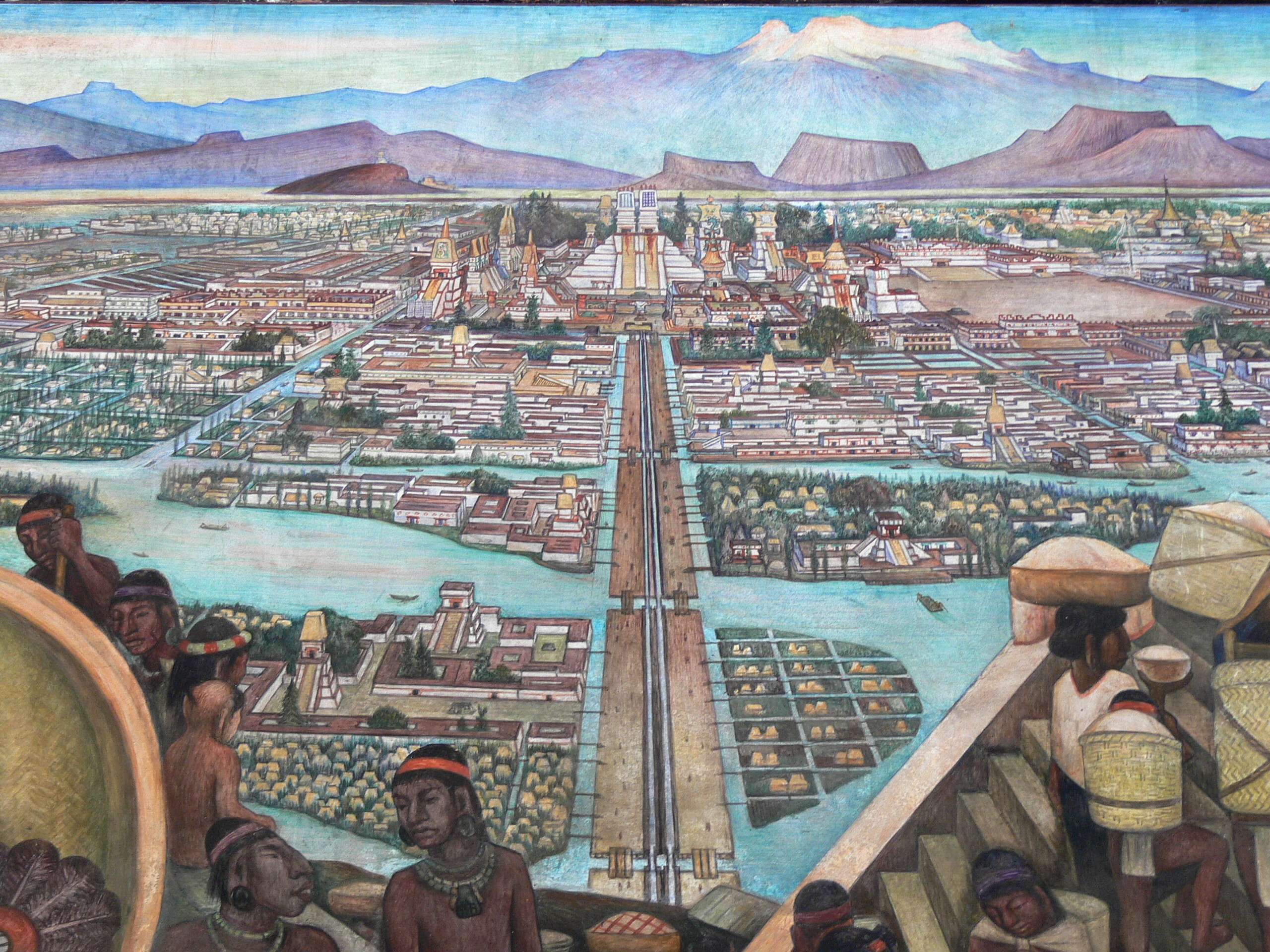
Diego Rivera - Il mercato di Tlatelolco

## Gli antecedenti e il messaggio politico
Le grandi raffigurazioni di affreschi, posti all'esterno degli edifici, facevano parte della tradizione preispanica. La rivoluzione messicana spinse gli artisti a recuperare questa forma espressiva, trovandola adatta  a essere compresa dal popolo e a veicolare il messaggio marxista.
Lo stesso discorso ha portato poi al fiorire di utilizzi in altri campi affini, come Rius che ha utilizzato il  fumetto politico per parlare con masse poco aduse alla lettura di testi letterari.
Il movimento affonda le radici anche nel realismo sociale.

## "I tre grandi"
I più importanti esponenti del Muralismo messicano furono Diego Rivera, José Clemente Orozco e David Alfaro Siqueiros. Questi credevano in un'arte collettiva, di cui poteva godere tutta la società. I temi principali dei "dipinti su muro" riguardavano le civiltà precolombiane, la conquista coloniale spagnola e il culmine dell'era moderna, raggiunta con la Rivoluzione messicana del 1910.

## Tecniche pittoriche
Le tecniche usate dai muralisti messicani erano inizialmente quelle antiche, usate per l'affresco. Successivamente iniziarono ad utilizzare prodotti industriali e vernici acriliche e bombolette spray.